# Wiskitno Drugie
Wiskitno Drugie (Wiskitno II, Wistkitno Nr 2) – dawna wieś, obecnie część Łodzi na Górnej, w obrębie osiedla administracyjnego Wiskitno. Leży na południu miasta, wzdłuż sekcji ulicy Kolumny między Miastem Ogrodem Wiskitno (ulica Tomaszowska) a Bronisinem (ulica Zygmunta). W przeciwieństwie do Wiskitna, włączonego do Łodzi w 1988 roku, Wiskitno Drugie znajduje się w granicach miasta już od 1946 roku.

## Historia
Dawniej samodzielna miejscowość. Od 1867 w gminie Wiskitno. W okresie międzywojennym należał do powiatu łódzkiego w woj. łódzkim. W 1921 roku Wiskitno II liczyło 22 mieszkańców. 1 września 1933 utworzono gromadę (sołectwo) Wiskitno w granicach gminy Wiskitno, składającą się ze wsi, folwarku i osaday młynarskiej Wiskitno, wsi Wiskitno Nr 2, wsi Wiskitno Nr 5 oraz Miasta Ogrodu Wiskitno.
Podczas II wojny światowej włączone do III Rzeszy. Po wojnie Wiskitno Nr 2 powróciło na krótko do powiatu łódzkiego woj. łódzkim, lecz już 13 lutego 1946 włączono je do Łodzi.